# Portál veřejně přístupných dat EU
Evropský portál veřejně přístupných dat umožňuje přístup k různorodým datům, jež zveřejňují evropské instituce, agentury a další subjekty EU. Tato data mohou být dále využívána ke komerčním i nekomerčním účelům.
Portál je klíčovým nástrojem evropské strategie zpřístupňování informací veřejnosti. Zajištěním snadného a bezplatného přístupu k datům lze posílit inovativní využívání jejich hospodářského potenciálu. Dalším cílem portálu je zvýšit transparentnost a odpovědnost orgánů, institucí a ostatních subjektů EU.

## Právní základ a historie portálu
Portál byl spuštěn v prosinci roku 2012. Formálně byl zřízen rozhodnutím Komise č. 2011/833/EU ze dne 12. prosince 2011 o opakovaném použití dokumentů Komise, s cílem podporovat přístup k datům a jejich využívání.
Na základě tohoto rozhodnutí se orgány EU vyzývají, aby kdykoli je to možné zveřejňovaly informace typu open data a zpřístupňovaly je veřejnosti.
Za provozní řízení portálu odpovídá Úřad pro publikace Evropské unie. Provádění politiky volného přístupu k údajům jako takové spadá do působnosti Generálního ředitelství pro komunikační sítě, obsah a technologie (GŘ CONNECT) Evropské komise.

## Co portál nabízí
Portál uživatelům umožňuje data vyhledávat, stahovat a analyzovat, odkazovat na ně a snadno je dále využívat pro komerční i nekomerční účely, a to prostřednictvím katalogu jednotných metadat. Přes portál mají uživatelé přístup k datům zveřejňovaným na internetových stránkách jednotlivých orgánů, agentur a dalších subjektů EU.   

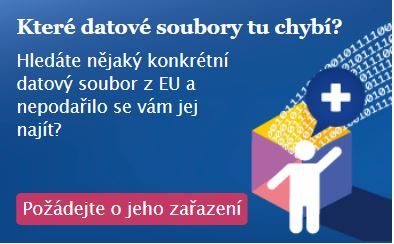
Uživatelé mohou také snadno zasílat návrhy, která další data by měla být na portálu zveřejněna.

Sémantické technologie nabízí nové funkce. Katalog metadat lze prohledávat interaktivním vyhledávačem (část „Data“) a pomocí dotazů ve formátu  SPARQL (část „Propojená data“).
Uživatelé se mohou vyjadřovat k tomu, která data podle nich na portálu chybí, a poskytovat zpětnou vazbu ohledně kvality dat, které jsou již zveřejněna.

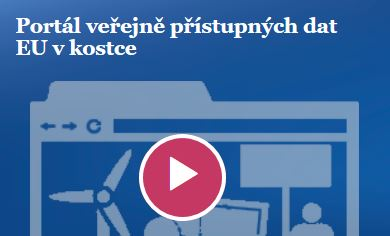
Portál veřejně přístupných dat EU v 1 minutě

Rozhraní je k dispozici ve 24 úředních jazycích EU. Data samotná jsou momentálně dostupná v omezeném počtu jazyků (angličtině, francouzštině a němčině). Některá metadata (např. jména poskytovatelů údajů a zeměpisné pokrytí) jsou uváděna ve všech 24 jazycích.

## Podmínky používání
Na většinu údajů přístupných přes Portál veřejně přístupných dat EU se vztahuje všeobecné právní upozornění portálu Europa. Obecně platí, že údaje mohou být používány zdarma pro komerční i nekomerční účely pod podmínkou, že je uveden zdroj. Na menší část dat se vztahují zvláštní podmínky týkající se dalšího využití, většinou spojené s ochranou osobních údajů a duševního vlastnictví. Odkaz na tyto podmínky je uveden u každé datové sady zvlášť.  

## Zveřejňovaná data

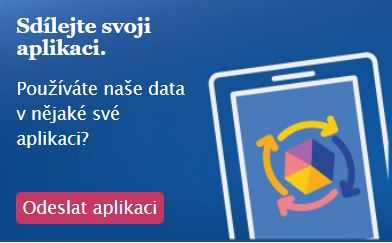
Na portálu lze kromě jiného sdílet a propagovat aplikace vytvořené pomocí veřejně přístupných dat EU.

Portál obsahuje velmi širokou škálu vysoce hodnotných veřejně přístupných údajů ze všech oblastí politiky EU, včetně hospodářství, zaměstnanosti, životního prostředí a vzdělávání. Jejich význam potvrdila Charta skupiny G8 o veřejně přístupných datech.
Do databáze portálu doposud přispělo asi 70 institucí, orgánů a útvarů EU (například Eurostat, Evropská agentura pro životní prostředí, Společné výzkumné středisko a další generální ředitelství Evropské komise a agentury EU). Celkem je k dispozici přes 11 700 souborů dat.
Na portálu najdete také galerii aplikací a katalog vizualizací (zařazen v březnu 2018).
V galerii aplikací najdou uživatelé aplikace, které vznikly na základě dat pocházejících od orgánů, agentur a dalších  subjektů EU a třetích stran. Aplikace uvádíme jednak kvůli jejich informační hodnotě a jednak jako příklad toho, jak lze data z portálu využít.

Katalog vizualizací nabízí soubor nástrojů sloužících k vizualizaci dat, školicí materiál a dál využitelné vizualizace pro uživatele všech úrovní pokročilosti, od začátečníků po odborníky.

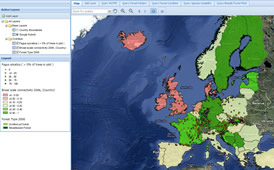
– „Map Viewer“ Evropského střediska údajů o lesích (EFDAC) je přizpůsobená aplikace k zobrazování, prohlížení a prohledávání map a souborů s geografickými údaji z databáze EFDAC dodává Společné výzkumné středisko.

## Architektura portálu
Portál byl vytvořen pomocí open source prvků, jako je systému řízení obsahu Drupal a softwaru k vytváření datových katalogů CKAN nadace „Open Knowledge Foundation“. Jako databázi RDF používá Virtuoso a obsahuje rozhraní SPARQL.
Katalog metadat uplatňuje mezinárodní normy, jako jsou: Dublin Core, slovník  DCAT-AP a schéma ADMS (Asset Description Metadata Schem).